# Billy House
Pour les articles homonymes, voir House.
Billy House (parfois crédité William House) est un acteur américain, né le 7 mai 1889 à Mankato (Minnesota), mort le 23 septembre 1961 à Los Angeles — Quartier de Woodland Hills (Californie).

## Biographie
Billy House entame sa carrière d'acteur au théâtre (notamment dans le répertoire du vaudeville) et débute à Broadway en 1928, dans une adaptation de l'opérette Un bon garçon de Maurice Yvain et André Barde ; suit une seconde opérette en 1936-1937, adaptation de L'Auberge du Cheval-Blanc de Ralph Benatzky (avec Kitty Carlisle). Entretemps, il joue dans une pièce en 1930 et une comédie musicale en 1933-1934.
Après L'Auberge du Cheval-Blanc, il revient une dernière fois à Broadway en 1948, dans la comédie musicale Show Boat de Jerome Kern et Oscar Hammerstein II, où il interprète le capitaine Andy Hawks.
Au cinéma, il contribue d'abord à quatre films sortis en 1931 (dont God's Gift to Women de Michael Curtiz, avec Frank Fay et Laura La Plante), avant dix-neuf autres films américains, depuis Le Marquis de Saint-Évremont de Jack Conway (1935, avec Ronald Colman et Elizabeth Allan) jusqu'à Mirage de la vie de Douglas Sirk (1959, avec Lana Turner et John Gavin). Citons également Frisson d'amour de Richard Thorpe (1945, avec Esther Williams et Van Johnson), Le Criminel d'Orson Welles (1946, avec le réalisateur et Loretta Young) et On murmure dans la ville de Joseph L. Mankiewicz (1951, avec Cary Grant et Jeanne Crain).
À la télévision, Billy House apparaît dans le téléfilm The Fountain of Youth (en) d'Orson Welles (1958) et dans un épisode de la série-western The Californians (en) (1959).
En 1961, deux ans et demi après cette ultime prestation, il meurt brutalement d'une crise cardiaque.

## Théâtre à Broadway (intégrale)
- 1928 : Un bon garçon (Luckee Girl), opérette, musique originale de Maurice Yvain, musique additionnelle de Werner Janssen, livret original d'André Barde adapté par Gertrude Purcell, avec lyrics de Max et Nathanael Lief : Hercule
- 1930 : Troyka, pièce d'Imre Fazekas, adaptation de Lula Vollmer : Sienko
- 1933-1934 : Murder at the Vanities, comédie musicale, musique de Richard Meyers, lyrics d'Edward Heyman, livret d'Earl Carroll et Rufus King : Walter Buck
- 1936-1937 : L'Auberge du Cheval-Blanc (White Horse Inn), opérette, musique de Ralph Benatzky, livret original d'Erik Charell, Hans Müller et Robert Gilbert adapté par David Freedman (en), avec lyrics d'Irving Caesar, mise en scène d'Erik Charell, costumes d'Irene Sharaff et Ernst Stern : William McGonigle
- 1948 : Show Boat, comédie musicale, musique de Jerome Kern (orchestrée par Robert Russell Bennett), lyrics et livret d'Oscar Hammerstein II, d'après le roman éponyme d'Edna Ferber : Capitaine Andy Hawks

## Filmographie complète

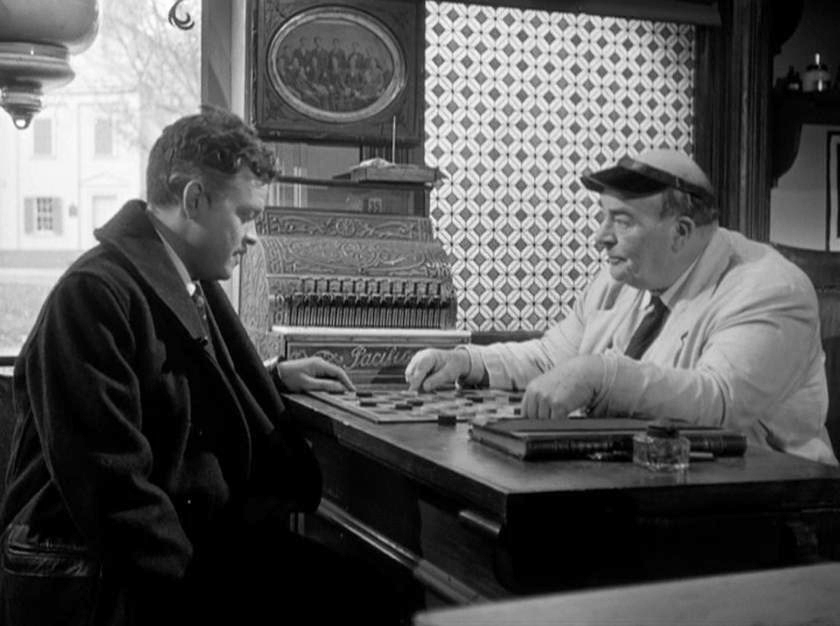
Avec Orson Welles (à g.), dans Le Criminel (1946)

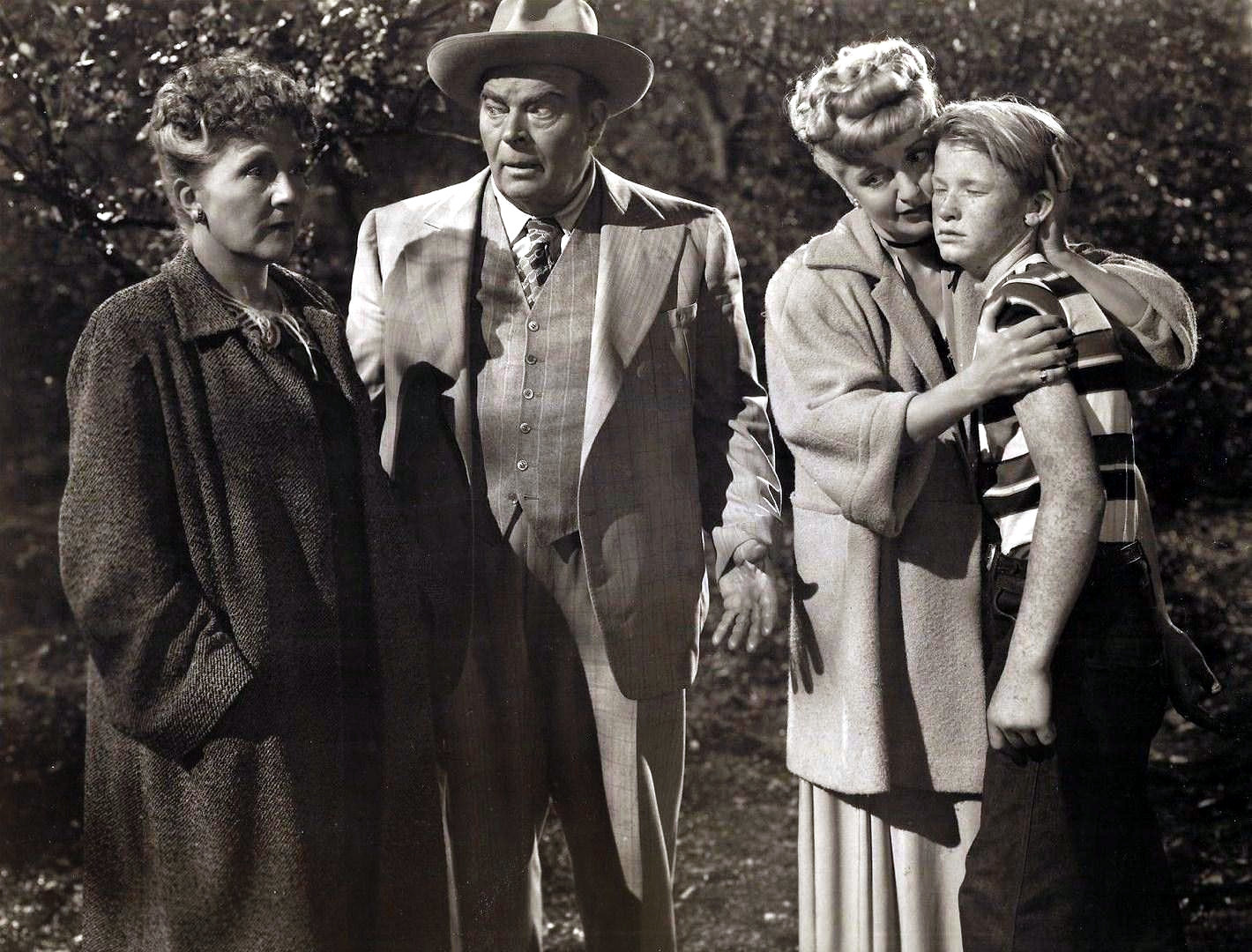
Nana Bryant, Bily House, Lee Patrick et Dale Belding (de g. à d.), dans Inner Sanctum (1948)

### Cinéma
- 1931 : God's Gift to Women de Michael Curtiz : M. Cesare
- 1931 : Le Beau Joueur (Smart Money) de Alfred E. Green : Le vendeur
- 1931 : The Reckless Hour de John Francis Dillon : Seymour Jennison
- 1931 : Expensive Women d'Hobart Henley : George Allison
- 1937 : Le Marquis de Saint-Évremont (A Tale of Two Cities) de Jack Conway : Un garde-frontière
- 1937 : Merry Go Round of 1938 d'Irving Cummings : Billy
- 1945 : Frisson d'amour (Thrill of a Romance) de Richard Thorpe : Dr Towe
- 1946 : Bedlam de Mark Robson : Lord Mortimer
- 1946 : Le Criminel (The Stranger) d'Orson Welles : M. Potter
- 1947 : Du sang sur la piste (Trail Street) de Ray Enright : Carmody
- 1947 : L'Œuf et moi (The Egg and I) de Chester Erskine : Billy Reed
- 1947 : Joe Palooka in the Knockout de Reginald Le Borg : Sam Wheeler
- 1948 : Inner Sanctum de Lew Landers : McFee
- 1950 : La Revanche des gueux (Rogues of Sherwood Forest) de Gordon Douglas : Frère Tuck
- 1950 : Voyage sans retour (Where Danger Lives) de John Farrow : M. Bogardus
- 1951 : La Bagarre de Santa Fe (Santa Fe) d'Irving Pichel : Luke Plummer
- 1951 : On murmure dans la ville (People Will Talk) de Joseph L. Mankiewicz : Sergent Coonan
- 1951 : La Ville d'argent (Silver City) de Byron Haskin : Tim Malone
- 1952 : Aladdin and His Lamp de Lew Landers : Kafan
- 1952 : Femmes hors-la-loi (Outlaw Women) de Sam Newfield et Ron Ormond (en) : Oncle Barney
- 1956 : Naked Gun d'Eddie Dew et Paul Landres : Juge Cole
- 1958 : La Soif du mal (Touch of Evil) d'Orson Welles : Le chef de chantier
- 1959 : Mirage de la vie (Imitation of Life) de Douglas Sirk : Le gros homme sur la plage

### Télévision
- 1958 : The Fountain of Youth, téléfilm d'Orson Welles : Albert Morgan
- 1959 : The Californians, saison 2, épisode 18 Crimps' Meat : Papa Kelly